# Сел Генан
Сел Генан (фр. Celle-Guenand) насеље је и општина у централној Француској у региону Центар (регион), у департману Ендр и Лоара која припада префектури Лош.
По подацима из 2011. године у општини је живело 390 становника, а густина насељености је износила 10,63 становника/km². Општина се простире на површини од 36,7 km². Налази се на средњој надморској висини од 82 метара (максималној 144 m, а минималној 	70 m).

## Демографија
| 1962. | 1968. | 1975. | 1982. | 1990. | 1999. | 2011. |
| ----- | ----- | ----- | ----- | ----- | ----- | ----- |
| 475   | 509   | 420   | 365   | 412   | 362   | 390   |

График промене броја становника у току последњих година